# Норвуд (Массачусетс)
Норвуд (англ. Norwood) — місто (англ. town) в США, в окрузі Норфолк штату Массачусетс. Населення — 31 611 особа (2020).

### Клімат
| Клімат : Норвуд                                                          | Клімат : Норвуд | Клімат : Норвуд | Клімат : Норвуд | Клімат : Норвуд | Клімат : Норвуд | Клімат : Норвуд | Клімат : Норвуд | Клімат : Норвуд | Клімат : Норвуд | Клімат : Норвуд | Клімат : Норвуд | Клімат : Норвуд | Клімат : Норвуд |
| Показник                                                                 | Січ.            | Лют.            | Бер.            | Квіт.           | Трав.           | Черв.           | Лип.            | Серп.           | Вер.            | Жовт.           | Лист.           | Груд.           | Рік             |
| Абсолютний максимум, °C                                                  | 20,0            | 22,8            | 32,2            | 35,6            | 35,6            | 36,1            | 39,4            | 38,9            | 36,1            | 30,6            | 25,6            | 24,4            | 39,4            |
| Середній максимум, °C                                                    | 2,2             | 4,4             | 8,9             | 15,0            | 21,1            | 25,6            | 28,3            | 27,8            | 23,3            | 17,2            | 11,1            | 5,0             | 15,9            |
| Середній мінімум, °C                                                     | −7,8            | −6,7            | −1,7            | 3,3             | 9,4             | 14,4            | 17,8            | 16,7            | 13,3            | 8,9             | 3,3             | −2,2            | 5,8             |
| Абсолютний мінімум, °C                                                   | −28,3           | −26,7           | −20             | −10             | −2,2            | 2,8             | 5,6             | 3,9             | −1,1            | −6,7            | −15,6           | −20             | −28,3           |
| ------------------------------------------------------------------------ | --------------- | --------------- | --------------- | --------------- | --------------- | --------------- | --------------- | --------------- | --------------- | --------------- | --------------- | --------------- | --------------- |
| Джерело: NOAA (relative humidity and sun 1961–1990), The Weather Channel |                 |                 |                 |                 |                 |                 |                 |                 |                 |                 |                 |                 |                 |

## Демографія
Згідно з переписом 2010 року, у місті мешкали 28 602 особи в 11 917 домогосподарствах у складі 7297 родин. Було 12479 помешкань
Расовий склад населення:
| - 85,1 % — білих - 5,9 % — азіатів - 5,2 % — чорних або афроамериканців - 0,2 % — корінних американців - 1,7 % — осіб інших рас |

До двох чи більше рас належало 1,9 %. Частка іспаномовних становила 4,3 % від усіх жителів.
За віковим діапазоном населення розподілялося таким чином: 20,4 % — особи молодші 18 років, 62,3 % — особи у віці 18—64 років, 17,3 % — особи у віці 65 років та старші. Медіана віку мешканця становила 41,1 року. На 100 осіб жіночої статі у місті припадало 91,8 чоловіків;  на 100 жінок у віці від 18 років та старших — 89,3 чоловіків також старших 18 років.
Середній дохід на одне домашнє господарство  становив 105 000 доларів США (медіана — 87 516), а середній дохід на одну сім'ю — 131 617 доларів (медіана — 113 259). Медіана доходів становила 72 650 доларів для чоловіків та 56 509 доларів для жінок. За межею бідності перебувало 8,3 % осіб, у тому числі 12,3 % дітей у віці до 18 років та 7,1 % осіб у віці 65 років та старших.
Цивільне працевлаштоване населення становило 16 223 особи. Основні галузі зайнятості: освіта, охорона здоров'я та соціальна допомога — 26,6 %, науковці, спеціалісти, менеджери — 15,3 %, роздрібна торгівля — 12,3 %.